# Киянська сільська рада (Новоград-Волинський район)
Киянська сільська рада — колишня адміністративно-територіальна одиниця та орган місцевого самоврядування у Новоград-Волинському районі й Новоград-Волинській міській раді Волинської округи, Київської і Житомирської областей Української РСР та України з адміністративним центром у с. Киянка.

## Населені пункти
Сільській раді підпорядковані населені пункти:
- с. Киянка

## Населення
Кількість населення ради, станом на 1923 рік, становила 1 948 осіб, кількість дворів — 407.
Відповідно до результатів перепису населення СРСР, кількість населення ради, станом на 12 січня 1989 року, становила 881 особу.
Станом на 5 грудня 2001 року, відповідно до перепису населення України, кількість мешканців сільської ради становила 684 особи.

## Склад ради
Рада складається з 12 депутатів та голови.

### Керівний склад сільської ради
| ПІБ                       | Основні відомості                                                                     | Дата обрання | Дата звільнення |
| ------------------------- | ------------------------------------------------------------------------------------- | ------------ | --------------- |
| Пасічник Ірина Миколаївна | Сільський голова, 1971 року народження, освіта                                        | 26.03.2006   | 31.10.2010      |
| Живченко Надія Василівна  | Сільський голова, 1961 року народження, освіта незакінчена вища, член народної партії | 31.10.2010   |                 |

Примітка: таблиця складена за даними джерела

## Історія
Створена 1923 року в с. Киянка Смолдирівської волості Новград-Волинського повіту Волинської губернії. Станом на 1929 рік в підпорядкуванні числяться хутори Грузятин та Юрища. На 1 жовтня 1941 року х. Грузятин не перебуває на обліку населених пунктів.
Станом на 1 вересня 1946 року сільська рада входила до складу Новоград-Волинської міської ради Житомирської області, на обліку в раді перебувало с. Киянка.
Ліквідована 5 березня 1959 року, відповідно до рішення Житомирського облвиконкому № 161 «Про ліквідацію та зміну адміністративно-територіального поділу окремих рад області», територію та с. Киянка передано до складу Киківської сільської ради. Відновлена 10 березня 1966 року, відповідно до рішення Житомирського ОВК «Про утворення сільських рад та зміни і адміністративному підпорядкуванні деяких населених пунктів області», в с. Киянка Киківської сільської ради Новоград-Волинського району.
На 1 січня 1972 року сільська рада входила до складу Новоград-Волинського району Житомирської області, на обліку в раді перебувало с. Киянка.
Виключена з облікових даних у 2018 році в зв'язку з об'єднанням до складу Стриївської сільської територіальної громади Новоград-Волинського району Житомирської області.
Входила до складу Новоград-Волинського району (7.03.1923 р., 4.06.1958 р., 10.03.1966 р.) та Новоград-Волинської міської ради (1.06.1935 р.).